# Тундраюган
Тундраюган (устар. Тундра-Юган) — река в России, протекает по Октябрьскому району Ханты-Мансийского АО. Устье реки находится у оз. Вандм-Тор. Длина реки составляет 43 км. В период разлива (май—июль) около 15 км устья образуют озеро, ранее называемое Вандм-Тор.

## Данные водного реестра
По данным государственного водного реестра России относится к Нижнеобскому бассейновому округу, водохозяйственный участок реки — Обь от впадения Иртыша до впадения реки Северная Сосьва, речной подбассейн реки — бассейны притока Оби от Иртыша до впадения Северной Сосьвы. Речной бассейн реки — (Нижняя) Обь от впадения Иртыша.
Код объекта в государственном водном реестре — 15020100112115300019580.